# Козьнево-Середнє
Козьнево-Середнє (пол. Koźniewo Średnie) — село в Польщі, у гміні Сонськ Цехановського повіту Мазовецького воєводства.
Населення — 230 осіб (2011).
У 1975-1998 роках село належало до Цехановського воєводства.

## Демографія
Демографічна структура станом на 31 березня 2011 року:
|          | Загалом | Допрацездатний вік | Працездатний вік | Постпрацездатний вік |
| -------- | ------- | ------------------ | ---------------- | -------------------- |
| Чоловіки | 126     | 25                 | 86               | 15                   |
| Жінки    | 104     | 18                 | 53               | 33                   |
| Разом    | 230     | 43                 | 139              | 48                   |